# 异果崖豆藤
异果崖豆藤（学名：Millettia dielsiana var. heterocarpa）为豆科崖豆藤属下的一个变种。

## 扩展阅读
- 維基物種上的相關：异果崖豆藤